# زیاد دویری
زیاد دویری (عربی: زياد دويري)؛ (زادهٔ ۱۹۶۳) کارگردان فیلم اهل لبنان است. وی از سال ۱۹۹۰ میلادی تاکنون مشغول فعالیت بوده‌است. او دو فیلم بیروت غربی و توهین را کارگردانی کرده است.
وی همچنین برندهٔ جوایزی همچون جایزه فرانسوا شاله شده‌است.